# Вынчебесы
Вынчебесы (в старину также Вымчибесы и др.) — деревня в Брасовском районе Брянской области, в составе Добриковского сельского поселения. 
 Расположена в 4 км к северу от села Хотеева. Население — 17 человек (2010).

## История
Упоминается с XVII века, первоначально — в составе Самовской волости Карачевского уезда. В 1778—1782 гг. входила в Луганский уезд; с 1782 по 1928 гг. — в Дмитровском уезде Орловской губернии (с 1861 — в составе Хотеевской волости, с 1923 в Глодневской волости).
В XIX веке — владение Богаевских. Состояла в приходе села Лески. В 1893 году была открыта церковно-приходская школа.
С 1929 года в Брасовском районе. С 1920-х гг. до 2005 года — в составе Хотеевского сельсовета.